# Джамбей-лакханг
Джамбей-лакханг (дзонґ-ке བྱམས་པ་􀭨་ཁང་།, Вайлі byamspa lhakhang, лат. byampa lhakhang) — буддійський монастир (лакханг), що знаходиться в дзонгхазі Бумтанг в околиці міста Джакар в Бутані, в одному кілометрі від монастиря Курджей-лакханг. Побудований в VII столітті царем Тибету Сронцангамбо.

## Легенда
За легендою, всю територію Тибету і Гімалаїв закривала собою гігантська демониця, заважаючи цим поширенню буддизму. Щоб її перемогти, цар Сронцангамбо наказав побудувати 108 монастирів, прикувавши до землі всі частини її тіла. 12 з них будувалися за точними розрахунками. У самому центрі стояв храм Джоканг у Лхасі (імовірно 638 року). Далі три групи з чотирьох монастирів на певній відстані охоплювали різні частини тіла. На території Бутану було побудовано два монастирі — К'їчу-лакханг в Паро і Джамбей-лакханг, який відповідав коліну демониці. Всі монастирі були зведені за один день.
Джамбей-лакханг відвідав Падмасамбхава. Храм багаторазово ремонтувався і перебудовувався.

Джамбей-лакханг
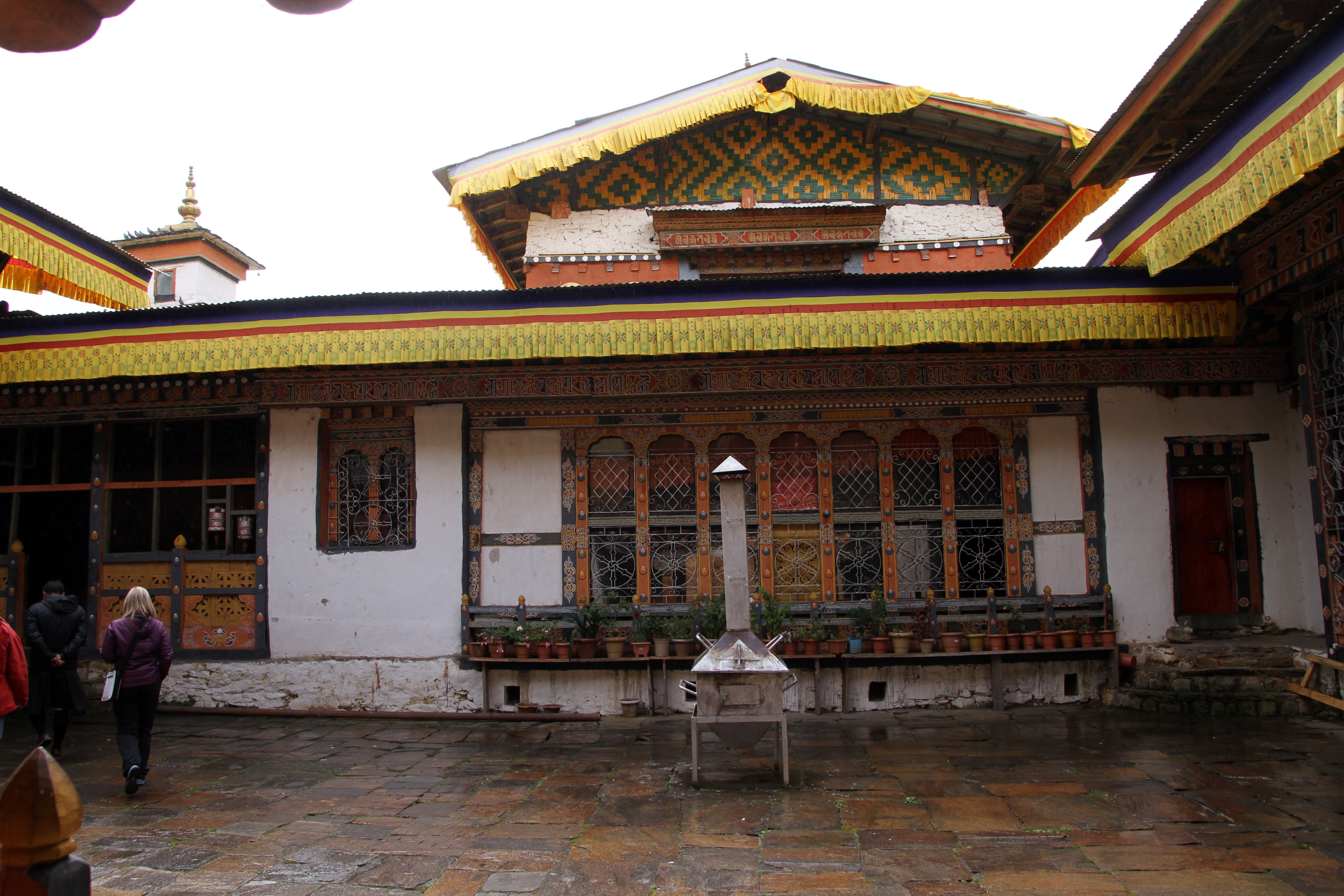
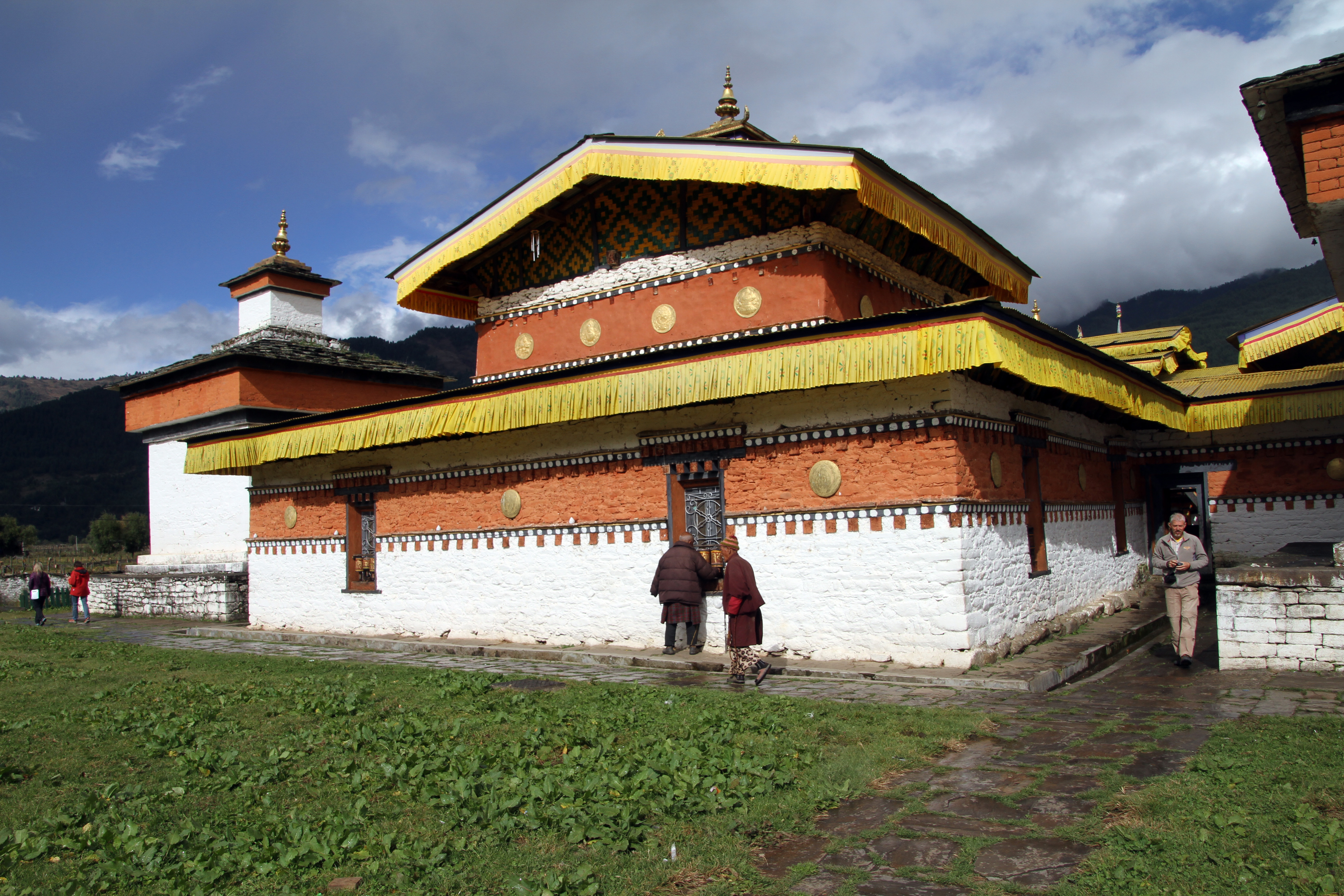
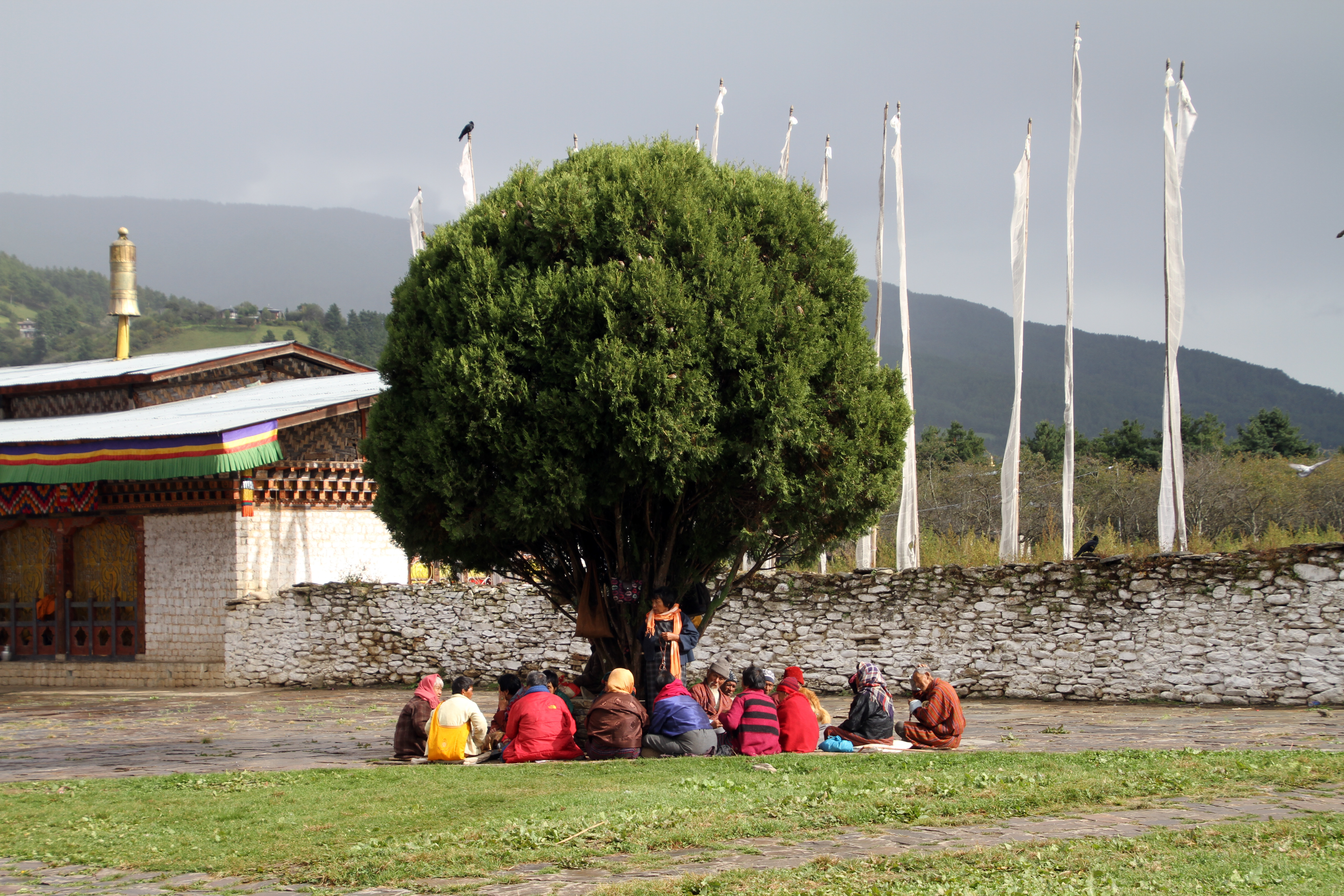
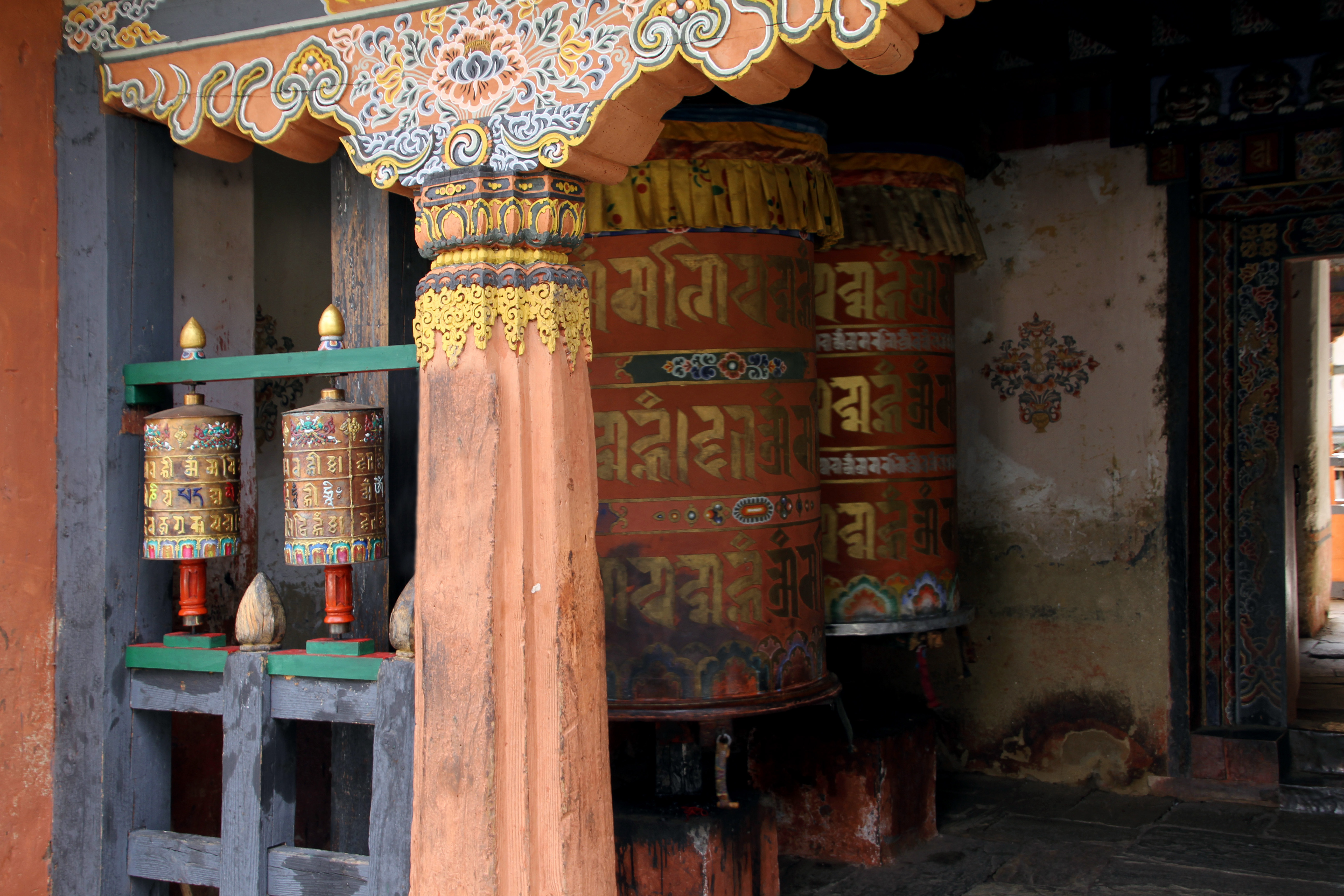